# San José de Mayo
San José de Mayo – miasto w Urugwaju, stolica departamentu San José. W 2004 populacja miasta wynosiła 36 339 osób.
San José de Mayo położone jest w centralnej części departamentu, na prawym brzegu rzeki
San José. Miasto leży na 96 kilometrze linii kolejowej Montevideo-Colonia del Sacramento.
Przez San José przebiegają ponadto drogi krajowe nr 3 i 11.
Miasto pełni funkcję regionalnego centrum gospodarczego, będącego ośrodkiem usługowym dla rolnictwa szczególnie mleczarstwa.
Znajdują się tu także zakłady przemysłu chemicznego.
San José de Mayo zostało założone 1 czerwca 1783. W XIX wieku miasto było nazywane małym Montevideo (Montevideo chico), ponieważ pełniło istotną rolę centrum kulturalnego czego symbolem do dziś pozostaje Teatro Macció.
Mieszkańcy San José de Mayo nazywani są maragato/maragata. Urodził się tu Luis Serra – urugwajski kolarz, olimpijczyk.